# 1898 en musique classique
| \| • Retour à la chronologie générale de la musique classique • \| |
| Grèce • Rome • Haut Moyen Âge • VIIIe siècle • IXe siècle • Xe siècle • XIe siècle XIIe siècle • XIIIe siècle • XIVe siècle • XVe siècle • XVIe siècle • XVIIe siècle XVIIIe siècle • XIXe siècle • XXe siècle • XXIe siècle |
| • Retour à la chronologie générale de la musique classique • |

| Années en musique classique : 1895 - 1896 - 1897 - 1898 - 1899 - 1900 - 1901    |
| Décennies en musique classique : 1860 - 1870 - 1880 - 1890 - 1900 - 1910 - 1920 |

## Événements
- 7 janvier : Sadko, opéra de Nicolaï Rimski-Korsakov, créé à Moscou.
- 19 janvier : Raymonda, ballet de Glazounov, chorégraphie de Marius Petipa, créé au Théâtre Mariinsky de Saint-Pétersbourg.
- 6 février : le Poème roumain de Georges Enesco, créé  au Théâtre du Châtelet.
- 5 mars : le Quatuor à cordes no 2 en mi majeur de Vincent d'Indy, créé à la Société nationale de musique.
- 8 mars : Don Quichotte, op. 35, poème symphonique de Richard Strauss à Cologne.
- 2 avril : la Symphonie no 4 en ut mineur de Sergueï Taneïev, créée à Saint-Pétersbourg.
- 7 avril : Trois des Quattro pezzi sacri de Verdi, créées par la Société des Concerts du Conservatoire, sous la direction de Paul Taffanel.
- 30 avril : Dolly de Gabriel Fauré, créé à la Société nationale de musique par Édouard Risler et Alfred Cortot.
- 18 avril : le Menuet antique de Maurice Ravel, créé salle Érard par Ricardo Viñes.
- 21 juin : Pelléas et Mélisande opus 80, musique de scène de Gabriel Fauré, créée à Londres (voir 1901).
- 12 novembre : María del Carmen, opéra d'Enrique Granados, créé à Madrid.
- 7 décembre : Mozart et Salieri, opéra de Nicolaï Rimski-Korsakov, créé à Moscou.
- 10 décembre : Véronique, opéra-comique d'André Messager, créé aux Bouffes-Parisiens.

Date indéterminée
- le Quatuor à cordes no 5 en ré mineur est composé par Alexandre Glazounov.
- la Symphonie no 4 de Sergueï Taneïev (écrite en 1897) est créée à Saint-Pétersbourg.

## Naissances

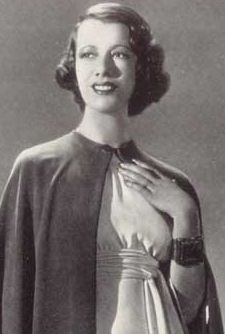
Lily Pons

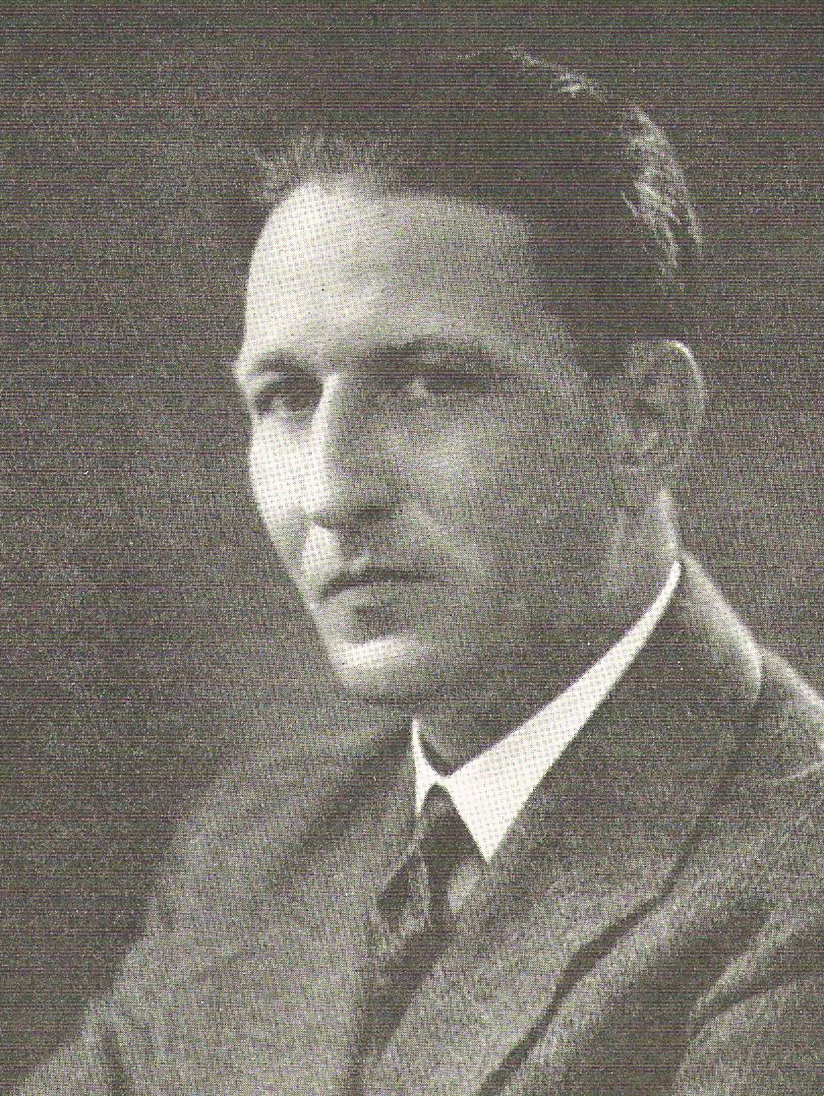
Ebbe Hamerik

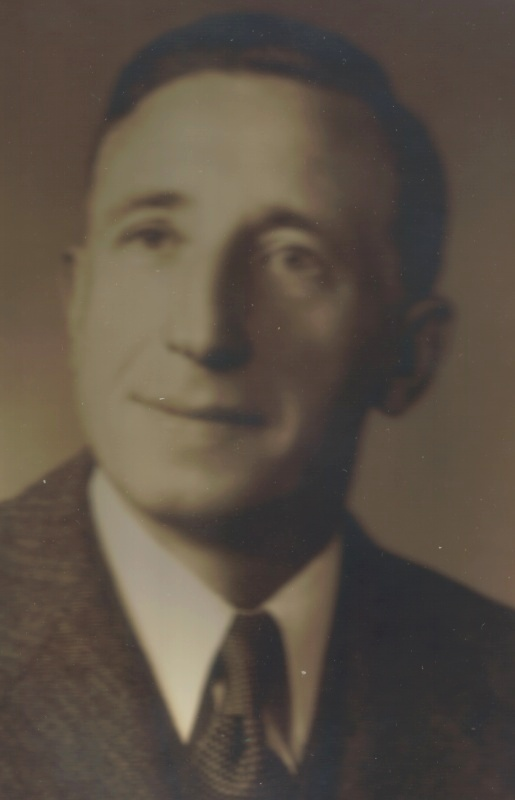
Gaston Dufresne

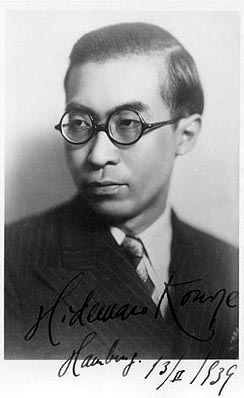
Hidemaro Konoye

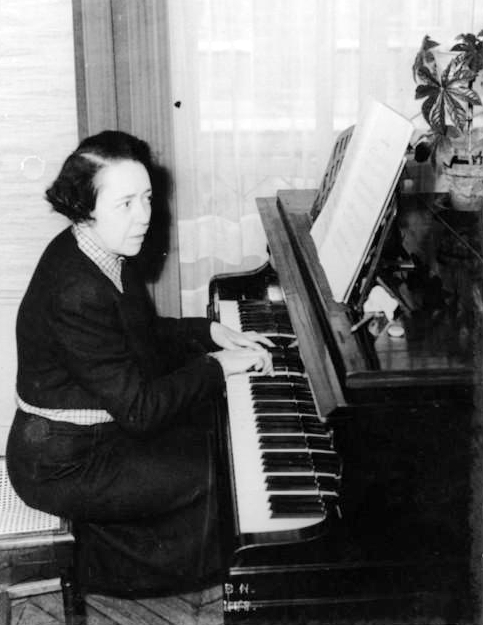
Jeanne Leleu

- 1er janvier : Viktor Ullmann, pianiste et compositeur tchèque († 18 octobre 1944).
- 13 janvier : Carlo Tagliabue, baryton italien († 5 avril 1978).
- 22 janvier : Alexandre Abramski, compositeur russe († 29 août 1985).
- 23 janvier : Georg Kulenkampff, violoniste allemand († 4 octobre 1948).
- 28 janvier : Vittorio Rieti, compositeur italien († 19 février 1994).
- 29 janvier :
  - Maria Müller, soprano tchéco-autrichienne († 15 mars 1958).
  - Fernand Quinet, chef d'orchestre, compositeur et violoncelliste belge († 24 octobre 1971).
- 2 février : Erna Sack, soprano allemande († 2 mars 1972).
- 12 février : Roy Harris, compositeur américain († 1er octobre 1979).
- 25 février : Dorothy Howell, compositrice anglaise († 12 janvier 1982).
- 3 mars : Augustin Duques, clarinettiste classique français ayant fait sa carrière aux États-Unis († 14 août 1972).
- 4 mars : René Le Roy, flûtiste et un pédagogue français († 3 janvier 1985).
- 5 mars : Gabriel Bouillon, violoniste français († 19 juillet 1984).
- 12 mars : Amparo Iturbi, pianiste et pédagogue espagnole († 22 avril 1969).
- 9 avril :
  - Charles Brown, compositeur français († 7 septembre 1988).
  - Julius Patzak, ténor autrichien († 26 janvier 1974).
  - Martti Similä, chef d'orchestre, pianiste, compositeur finlandais († 9 janvier 1958).
- 12 avril : 
  - Koichi Muramatsu (村松 孝?), facteur japonais de flûte traversière moderne († 6 juin 1960).
  - Lily Pons, cantatrice soprano française naturalisée américaine († 13 février 1976).
- 6 mai : Jascha Horenstein, chef d'orchestre ukrainien († 2 avril 1973).
- 10 mai : Herbert Elwell, compositeur américain († 17 avril 1974).
- 12 mai : Ole Edgren, chef d'orchestre et compositeur finlandais († 18 février 1962).
- 20 mai : Felix Krohn, chef d'orchestre et compositeur finlandais († 11 novembre 1963).
- 22 mai : Rito Selvaggi, compositeur et chef d'orchestre italien († 19 mai 1972).
- 25 mai : Mischa Levitzki, pianiste russe naturalisé américain († 2 janvier 1941).
- 26 mai : Ernst Bacon, compositeur, pianiste et chef d'orchestre américain († 16 mars 1990).
- 31 mai : Raphaël Fumet, compositeur et organiste français († 1979).
- 19 juin : Paul Müller-Zürich, compositeur suisse († 21 juillet 1993).
- 27 juin : Tibor Harsányi, compositeur français d’origine hongroise († 19 septembre 1954).
- 29 juin : Yvonne Lefébure, pianiste française († 1986).
- 9 juillet : Marcel Delannoy, compositeur français († 14 septembre 1962).
- 14 août : María Luisa Sepúlveda, compositrice et professeur de musique chilienne († 4 avril 1958).
- 18 août : Gaston Crunelle, flûtiste et professeur de flûte français († 13 janvier 1990).
- 5 septembre : 
  - Ebbe Hamerik, compositeur danois († 12 août 1951).
  - Karel Pravoslav Sádlo, violoncelliste et pédagogue tchèque († 24 août 1971).
- 9 septembre : Gaston Dufresne, musicien, professeur de solfège et contrebassiste français († 8 décembre 1998).
- 12 septembre : 
  - Salvador Bacarisse, compositeur espagnol († 5 août 1963).
  - Alma Moodie, violoniste australienne († 7 mars 1943).
- 13 septembre : Roger Désormière, chef d'orchestre et compositeur français († 25 octobre 1963).
- 14 septembre : Franco Abbiati, musicologue italien († 22 janvier 1981).
- 26 septembre : George Gershwin, compositeur américain († 11 juillet 1937).
- 27 septembre : Isabelle Nef, pianiste et claveciniste suisse († 2 janvier 1976).
- 1er octobre : Karl Rankl, chef d'orchestre et compositeur autrichien († 6 septembre 1968).
- 7 octobre : Alfred Wallenstein, chef d'orchestre et violoncelliste américain († 8 février 1983).
- 14 octobre : Maurice Martenot, pédagogue français († 8 octobre 1980).
- 15 octobre : Günther Ramin, organiste, chef de chœur, Thomaskantor et compositeur allemand († 27 février 1956).
- 17 octobre : Shinichi Suzuki, violoniste et pédagogue japonais († 26 janvier 1998).
- 20 octobre : Pierre Lefebvre,     clarinettiste français († 16 juillet 1983).
- 22 octobre : Marcel Mihalovici, compositeur franco-roumain († 12 août 1985).
- 23 octobre : Alex De Taeye, compositeur belge († 17 février 1952).
- 29 octobre : Emmanuel Bondeville, compositeur français († 26 novembre 1987).
- 17 novembre : Maurice Journeau, compositeur français († 9 juin 1999).
- 18 novembre : Hidemaro Konoye, chef d'orchestre et compositeur japonais († 2 juin 1973).
- 19 novembre : Alfred Dubois, musicien et personnalité liée au Conservatoire royal de Bruxelles (†  24 mars 1949).
- 3 décembre : Lev Knipper, compositeur soviétique († 30 juillet 1974).
- 5 décembre : Yoshie Fujiwara, ténor japonais († 22 mars 1976).
- 13 décembre : Daniel Lazarus, compositeur, pianiste et chef d'orchestre français († 27 juin 1964).
- 15 décembre : Fernando Remacha, compositeur espagnol († 21 février 1984).
- 27 décembre : Felix Labunski, compositeur américain († 1979).
- 29 décembre : Jeanne Leleu, compositrice française († 11 mars 1979).

## Décès

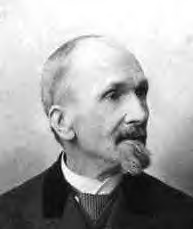
Louis Théodore Gouvy

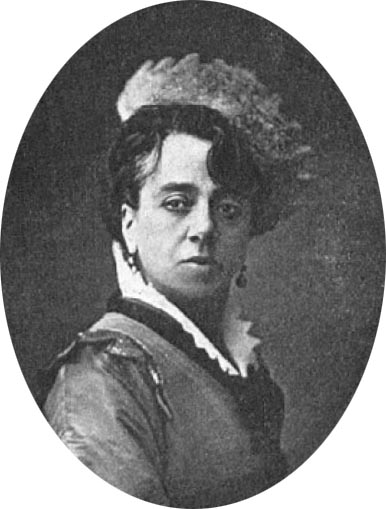
Marguerite Macé-Montrouge

- 17 janvier : Antoine François Marmontel, pianiste et musicologue français (° 16 juillet 1816).
- 6 février : Franz Curti, compositeur suisse (° 16 novembre 1854).
- 9 mars : 
  - Michał Bergson, pianiste et compositeur polonais (° 20 mai 1820).
  - François Hippolyte Caussin, luthier français (° 23 juillet 1830).
- 11 mars : Dikran Tchouhadjian, compositeur et chef d'orchestre arménien (° 1837).
- 20 mars : Aristide Hignard, compositeur français  (° 20 mai 1822).
- 28 mars : Anton Seidl, chef d'orchestre hongrois naturalisé américain (° 7 mai 1850).
- 31 mars : Georges Mac-Master, organiste et compositeur irlandais naturalisé français (° 1862).
- 3 avril : Maria Lindsay, compositrice anglaise (° 15 mai 1827).
- 14 avril : Jean-Georges Paulus, musicien français (° 5 août 1816).
- 21 avril : Louis Théodore Gouvy, compositeur français  (° 3 juillet 1819).
- 15 mai : Ede Reményi, compositeur et violoniste hongrois (° 17 janvier 1828).
- 18 juillet : Emil Hartmann, compositeur danois (° 1er février 1836).
- 13 août : Adrien Barthe, compositeur et pédagogue français (° 7 juin 1828).
- 17 août : Carl Zeller, compositeur et juriste autrichien (° 19 juin 1842).
- 11 septembre : Adolphe Samuel, critique musical, chef d'orchestre, éducateur musical et compositeur belge (° 11 juillet 1824).
- 2 octobre : Achille-Félix Montaubry, musicien, ténor et directeur de théâtre français (° 12 novembre 1826).
- 11 octobre : Auguste de Villebichot, compositeur et chef d'orchestre français (° 30 septembre 1825).
- 16 octobre : Louis Gallet, librettiste et auteur dramatique français (° 14 février 1835).
- 23 novembre : Émilien Pacini, librettiste français d'origine italienne (° 17 novembre 1811).
- 26 novembre : Marguerite Macé-Montrouge, comédienne et artiste lyrique française (° 24 mars 1836).
- 3 décembre : Pierre Thielemans, compositeur et organiste belge (° 22 février 1825).
- 28 décembre : Joan Baptista Pujol, pianiste, compositeur et pédagogue catalan (° 22 mars 1835).